# 835
835 (DCCCXXXV) je bilo navadno leto, ki se je po julijanskem koledarju začelo na petek.

## Dogodki
- 1. januar

## Rojstva
- Lotar II. Lotarinški, kralj Lotatingije († 869)

## Smrti
- 22. april - Kukai, japonski budistični učenjak (* 774)